# Plouégat-Moysan
Plouégat-Moysan település Franciaországban, Finistère megyében. Lakosainak száma 720 fő (2022. január 1.). Plouégat-Moysan Guerlesquin, Plounérin, Trémel, Botsorhel és Plouigneau községekkel határos.

## Népesség
A település népességének változása:
| Lakosok száma | 543  | 480  | 501  | 609  | 670  | 701  | 716  | 714  | 716  | 720  |
|               | 1968 | 1982 | 1990 | 2006 | 2013 | 2015 | 2017 | 2019 | 2020 | 2022 |